# Eudendrium tottoni
Eudendrium tottoni is een hydroïdpoliep uit de familie Eudendriidae. De poliep komt uit het geslacht Eudendrium. Eudendrium tottoni werd in 1932 voor het eerst wetenschappelijk beschreven door Stechow. 